# Кубок Португалії з футболу 2005—2006
Кубок Португалії з футболу 2005–2006 — 66-й розіграш кубкового футбольного турніру в Португалії. Титул втринадцяте здобув Порту.

## Календар
| Раунд           | Дата матчів                   | Матчі | Клуби     |
| --------------- | ----------------------------- | ----- | --------- |
| Перший раунд    | 3-14 вересня 2005             | 70    | 229 → 159 |
| Другий раунд    | 17-18 вересня 2005            | 60    | 159 → 99  |
| Третій раунд    | 5-8 жовтня 2005               | 40    | 99 → 59   |
| Четвертий раунд | 26 жовтня - 13 листопада 2005 | 29    | 59 → 30   |
| П'ятий раунд    | 11 січня 2006                 | 15    | 30 → 15   |
| Шостий раунд    | 8 лютого 2006                 | 7     | 15 → 8    |
| 1/4 фіналу      | 15 березня 2006               | 4     | 8 → 4     |
| 1/2 фіналу      | 22-23 березня 2006            | 2     | 4 → 2     |
| Фінал           | 14 травня 2006                | 1     | 2 → 1     |

## Четвертий раунд
Клуб Віторія (Гімарайнш) пройшов до наступного раунду після жеребкування.
| Команда 1              | Рахунок      | Команда 2              |
| ---------------------- | ------------ | ---------------------- |
| 26 жовтня 2005         |              |                        |
| Марітіму               | 2:0          | Тірзенсі (4)           |
| Лейшойш (2)            | 1:2          | Бенфіка                |
| Канісал (4)            | 0:1          | Фатіма (3)             |
| Фафе (3)               | 0:1          | Віторія (Сетубал)      |
| Олівейренсе (3)        | 2:0          | Уніан де Ламаш (4)     |
| Алжуштреленсі (4)      | 3:0          | Ольяненсе (2)          |
| Абрантіш (3)           | 3:0          | Марія-да-Фонті (4)     |
| Візела (2)             | 3:1          | Санта-Клара (2)        |
| Фейренсі (2)           | 1:1 пен. 3:5 | Піньялновенсі (3)      |
| Віла Меа (4)           | 2:1 дч       | Мірандела (3)          |
| Спортінг (Ковілья) (2) | 2:0          | Лозада (3)             |
| Порту                  | 1:0          | Марку (2)              |
| Оейраш (4)             | 1:3          | Боавішта (Порту)       |
| Авеш (2)               | 1:0          | Белененсеш             |
| Ліша (3)               | 4:0          | Пенафієл               |
| Камаша (3)             | 0:1 дч       | Ештуріл-Прая (2)       |
| Академіка              | 3:2 дч       | Жил Вісенте            |
| Портімоненсі (2)       | 0:0 пен. 4:5 | Суропіріш (4)          |
| Лоулетану (3)          | 1:0          | Атлетіку (Лісабон) (4) |
| Ештрела (Амадора)      | 2:0          | Уніан Мікаеленсі (3)   |
| Лагоа (4)              | 1:0          | Оваренсі (2)           |
| Ріу Аве                | 0:0 пен. 4:5 | Рібейран (3)           |
| Брага                  | 1:0 дч       | Уніан Лейрія           |
| Портумозенсі (3)       | 1:1 пен. 8:7 | Баррейренсі (2)        |
| Спортінг (Лісабон)     | 2:0          | Варзін (2)             |
| Імортал (3)            | 1:1 пен. 5:6 | Насіунал (Фуншал)      |
| 30 жовтня 2005         |              |                        |
| Паредеш (3)            | 4:0          | Нелаш (3)              |
| 12 листопада 2005      |              |                        |
| Пасуш-де-Феррейра      | 0:1          | Турізенсі (3)          |
| 13 листопада 2005      |              |                        |
| Навал                  | 1:0          | Понташсолленсі (3)     |

## П'ятий раунд
| Команда 1              | Рахунок      | Команда 2         |
| ---------------------- | ------------ | ----------------- |
| 11 січня 2006          |              |                   |
| Паредеш (3)            | 3:1          | Лагоа (4)         |
| Авеш (2)               | 1:1 пен. 4:2 | Брага             |
| Віторія (Гімарайнш)    | 4:0          | Ештуріл-Прая (2)  |
| Лоулетану (3)          | 0:0 пен. 2:3 | Академіка         |
| Піньялновенсі (3)      | 0:0 пен. 4:5 | Віторія (Сетубал) |
| Спортінг (Лісабон)     | 2:1          | Візела (2)        |
| Спортінг (Ковілья) (2) | 1:2          | Віла Меа (4)      |
| Навал                  | 1:2          | Порту             |
| Суропіріш (4)          | 1:3          | Ештрела (Амадора) |
| Алжуштреленсі (4)      | 0:1          | Олівейренсе (3)   |
| Турізенсі (3)          | 0:2          | Бенфіка           |
| Портумозенсі (3)       | 0:2          | Марітіму          |
| Ліша (3)               | 1:0          | Рібейран (3)      |
| Насіунал (Фуншал)      | 2:0          | Фатіма (3)        |
| Боавішта (Порту)       | 3:0          | Абрантіш (3)      |

## Шостий раунд
Клуб Порту пройшов до наступного раунду після жеребкування.
| Команда 1           | Рахунок      | Команда 2         |
| ------------------- | ------------ | ----------------- |
| 8 лютого 2006       |              |                   |
| Авеш (2)            | 1:2          | Академіка         |
| Віторія (Гімарайнш) | 2:0          | Олівейренсе (3)   |
| Ліша (3)            | 0:2          | Віторія (Сетубал) |
| Спортінг (Лісабон)  | 2:1          | Паредеш (3)       |
| Марітіму            | 3:0          | Віла Меа (4)      |
| Ештрела (Амадора)   | 0:1          | Боавішта (Порту)  |
| Бенфіка             | 0:0 пен. 5:3 | Насіунал (Фуншал) |

## 1/4 фіналу
| Команда 1         | Рахунок | Команда 2           |
| ----------------- | ------- | ------------------- |
| 15 березня 2006   |         |                     |
| Академіка         | 0:2     | Спортінг (Лісабон)  |
| Марітіму          | 1:2 дч  | Порту               |
| Віторія (Сетубал) | 2:1 дч  | Боавішта (Порту)    |
| Бенфіка           | 0:1     | Віторія (Гімарайнш) |

## 1/2 фіналу
| Команда 1         | Рахунок      | Команда 2           |
| ----------------- | ------------ | ------------------- |
| 22 березня 2006   |              |                     |
| Порту             | 1:1 пен. 5:4 | Спортінг (Лісабон)  |
| 23 березня 2006   |              |                     |
| Віторія (Сетубал) | 1:1 пен. 3:2 | Віторія (Гімарайнш) |

## Фінал
| 14 травня 2006 |

| Порту       | 1:0      | Віторія (Сетубал) |
| ----------- | -------- | ----------------- |
| Адріано 39' | Протокол |                   |

| Національний стадіон (Жамор), Оейраш Глядачів: 38 000 Арбітр: Дуарте Гоміш |